# Obsjtina Krusjari
Obsjtina Krusjari (bulgariska: Община Крушари) är en kommun i Bulgarien.   Den ligger i regionen Dobritj, i den nordöstra delen av landet, 400 km öster om huvudstaden Sofia. Antalet invånare är 5 021. Arean är 418 kvadratkilometer. Obsjtina Krusjari gränsar till General-Tosjevo.
Terrängen i Obsjtina Krusjari är huvudsakligen platt.
Obsjtina Krusjari delas in i:
- Abrit
- Bistrets
- Efrejtor Bakalovo
- Koriten
- Lozenets
- Polkovnik Djakovo
- Severnjak
- Severtsi
- Telerig

Följande samhällen finns i Obsjtina Krusjari:
- Krusjari